# Tired Feet
Tired Feet è un cortometraggio statunitense del 1933, diretto da Arvid Gillstrom, con Harry Langdon. 

## Trama
Un postino ed un altro uomo sono pensionanti presso la casa di due donne. Un giorno, i quattro decidono di fare una scampagnata, e sorgono delle dispute sul fatto di andare in montagna o al mare.
Raggiunto il luogo del picnic dopo varie disavventure, compreso lo sfasciarsi dell'auto del postino, la comitiva pianta la tenda.
Qui, però essi dovranno far fronte ad altre difficoltà, costituite da un gruppo di estranei deciso ad infrangere la loro privacy (e a scroccare un pasto).